# Truro
Truro (em córnico:  Truru) é uma cidade da Cornualha, no Reino Unido. Fica a cerca de 373 km de Londres. Tem uma população de 18.825 habitantes.